# Paladins
Paladins (auch Paladins: Champions of the Realm) ist ein Free-to-play-Fantasy-Ego-Shooter im Stil einer Multiplayer Online Battle Arena, der am 8. Mai 2018 für Microsoft Windows, MacOS, PlayStation 4 und Xbox One offiziell veröffentlicht wurde.
Am 12. Juni 2018 erschien ebenfalls eine Version für die Nintendo Switch, deren Server aber am 19. April 2023 heruntergefahren wurden.

## Spielprinzip
Paladins ist ein Fantasy-Egoshooter, in dem Spieler in 5-gegen-5-Matches in einer Multiplayer Online Battle Arena mit verschiedenen Helden (auch „Champions“ genannt), die jeweils über einzelne spezielle Fähigkeiten verfügen, gegeneinander antreten. Um das Spiel zu gewinnen, ist es daher wichtig, sich mit seinem Team über die einzelnen Heldenklassen und deren Zusammenarbeit auszutauschen. Dafür stehen unter anderem auch ein Text- und Sprachchat zur Verfügung.

### Heldenklassen
Die Heldenklassen werden dabei unterteilt in:
- Front Line (Tanks), die sich durch viele Schutzfähigkeiten und einem hohen Gesundheitspool auszeichnen und daher gut zum Decken des Teams geeignet sind,
- Klassen mit hohem Schaden bei den Gegnern (Damage/Schaden), aber nur einem durchschnittlichen Gesundheitspool, die sich gut für entsprechende Gefechte eignen,
- unterstützende Charaktere (Support/Unterstützung), die über heilende Fähigkeiten verfügen und so den Verbündeten im Kampf besser helfen können, und
- Flanks (Flanken), welche sowohl viel Schaden machen, als auch schnell sind und sich daher gut eignen, das Schlachtfeld zu durchqueren und in die feindlichen Linien zu gelangen. Allerdings verfügen sie meist nur über sehr wenig Gesundheit.

Jeder Champion hat mindestens eine Waffe, vier Skills und einen Ultimate-Skill. Im Spiel gibt es insgesamt 59 Champions.

### Spielmodi
Das Spiel bietet vier permanente Spielmodi.
- Siege (Belagerung): In diesem Modus treten zwei Teams gegeneinander an, um den zentralen Eroberungspunkt auf der Karte zu erobern. In der nächsten Phase muss eine Ladung in die gegnerische Basis eskortiert werden während das gegnerische Team versucht dies zu verhindern, bis die Zeit abläuft. Das Team das hierbei gewinnt bekommt für jede Phase einen Punkt. Das Team, das als erstes 4 Punkte hat, gewinnt.
- Onslaught (Offensive): Die Teams kämpfen über ein großes Kampfgebiet, um Punkte zu sammeln. Neben der Besetzung von einem Kontrollpunkt bringt das Töten gegnerischer Spieler auch Punkte für das Team, ähnlich wie beim Team-Deathmatch. Das Töten eines Gegners bringt dem Team 5 Punkte, während die Kontrolle über den Kampfbereich dem Team 1 Punkt pro Sekunde einbringt. Das erste Team, das zuerst 400 Punkte erreicht oder das Team mit den meisten Punkten nach 10 Minuten gewinnt das Spiel.
- King of the Hill: Dieser Spielmodi ist Teil der Onslaught-Warteschlange und funktioniert ähnlich wie dieser. Die Teams kämpfen jedoch um einen kleinen Kontrollpunkt der alle 90 Sekunden den Ort ändert, Töten eines Gegners bringt dem Team nur 3 Punkte und das Team mit den meisten Punkten gewinnt nach 15 Minuten.
- Team Deathmatch: Hierbei spielen zwei Teams gegeneinander und das Team, das als erstes 40 Kills erreicht, hat gewonnen.

### Ranked
Paladins verfügt über ein Ranked System, in welchem die Spieler sich einem Rank einordnen und hochspielen können. Der Spielmodus hierbei ist Siege (Belagerung). Damit sich ein Spieler qualifizieren kann, muss dieser mindestens Level 15 auf dem Account sein und 16 Champions besitzen, nach der Qualifikation wird der Spieler in eine Stufe eingeordnet und in dieser Stufe in eine von 5 Unterstufen.
Der Spieler sammelt durch Siege so genannte Triumph Points (TP), wenn der Spieler auf 100 TP kommt, dann steigt dieser in der Stufe auf, absteigen kann ein Spieler erst ab Stufe Gold und auch maximal nur bis Stufe Gold V.

### In-Game-Währung
Das Spiel verfügt über drei eigene Währungen. So erhält man Battle Pass XP für tägliche Quests oder Erfolge im Spiel; Kristalle für den Kauf mit Echtgeld und Gold, zum Beispiel für das Aufleveln, tägliche Besuche, Quests oder spielen einzelner Matches. Mit den Währungen lassen sich zum Beispiel spezielle Gegenstände im Spiel erwerben.

## Entwicklung
Entwickelt und veröffentlicht wird Paladins von den Hi-Rez Studios. Als Spiel-Engine kommt Unreal Engine 3 zum Einsatz. Zuvor hat das Studio bereits Spiele wie Smite und Tribes: Ascend entwickelt.
Erstmals offiziell angekündigt wurde das Spiel Anfang August 2015. Seit dem 17. November 2015 ist die Closed Beta von Paladins gestartet. In der Open Beta erschien das Spiel erstmals am 16. September 2016 im Steam Early-Access-Programm.
Am 8. Mai 2018 wurde das Spiel für Microsoft Windows, MacOS, PlayStation 4 und Xbox One veröffentlicht. Am 12. Juni erschien ebenfalls eine Version für die Nintendo Switch, die ein Crossplay mit der Xbox One ermöglicht.
Nach aktuellem Stand sollen 2020, genauso wie im Jahr 2019, vier weitere Champions zum Spiel hinzugefügt werden.

## Stellung im E-Sport
Auch ist Paladins ein Titel, der im E-Sport gespielt wird. So wurde in Zusammenarbeit zwischen dem Entwicklerstudio und dem Verband WESA (World eSports Association) die E-Sport-Liga Paladins: Premier League (PPL) gegründet. Diese verspricht den teilnehmenden E-Sportlern ein festes Gehalt und Unterstützung bei den Vereinen.
Am 1. August 2017 startete die Paladins: Global Series, welche ein Community-Turnier mit Preisen im Wert von 350.000 US-Dollarn ist. Angekündigt wurde es auf der DreamHack in Valencia. Das Event war das größte Community-E-Sport-Turnier der Welt. Jeden Monat finden regionale Turniere für PC-Spieler statt, woran Spieler aus Südostasien, Russland, Nordamerika, Brasilien, Lateinamerika, Europa und Ozeanien teilnehmen können. In den ersten 3 Wochen jeden Monats werden Open-Bracket-Turniere veranstaltet, wo die Amateure sich beweisen und sich für das monatliche Turnier qualifizieren können. Die eigentliche Global Series startet dann am 1. August und läuft über 10 Monate mit monatlichen Gewinnauszahlungen. Die Events werden dann auch auf Livestream-Diensten wie Twitch oder Facebook ausgestrahlt.
Inzwischen verfügt Paladins über eine aktive E-Sport-Szene mit mehreren großen Turnieren pro Jahr, etwa Weltmeisterschaften und Wettbewerben der DreamHack (Stand Dezember 2019).

## Paladins Battlegrounds
Aufgrund des Erfolgs von Battle-Royale Spielen wie PlayerUnknown’s Battlegrounds entschlossen sich die Entwickler dazu auch Paladins Anfang 2018 einen dementsprechenden Modus zu geben. Dabei sollen die Karten 300 mal größer als die in Paladins sein. Kurz nachdem dieser im Februar 2018 gestartet war, wurde aus dem Modus ein eigenes Spiel, namens Realm Royale.

## Rezeption

### Spielerzahlen
Innerhalb einer Woche nach der Veröffentlichung der Open Beta auf Steam hatte das Spiel 800.000 Downloads erreicht und war eines der zehn meistgespielten Spiele auf Steam. Im Juni 2018, einen Monat nach der offiziellen Veröffentlichung (Open Beta), hat das Spiel täglich durchschnittlich 18.000 aktive Spieler erreicht. Im November 2016 knackte das Spiel die Vier-Millionen-Marke und Mitte Mai 2017 vermeldete der Entwickler, dass das Spiel bereits über elf Millionen registrierte Mitglieder hat. Heute spielen mehr als 30 Millionen Spieler das Spiel.

### Kritiken
Paladins wird oft mit Overwatch verglichen. Der Chief Operating Officer Todd Harris von Hi-Rez gibt aber an, dass Overwatch nicht die Inspiration für das Spiel gewesen war und man sich eher an Team Fortress 2 orientiert hat. Im Vergleich zu Overwatch legt Paladins mehr Wert auf das klassische MOBA-Regelwerk, setzt auf andere Helden, die teilweise erst freigeschaltet werden müssen, biete andere Spielmodi und ein spezielles Kartenwerk an und ist Free 2 Play.
Kritisiert wurden von Spielern die durch ein Update eingeführten Lootboxen im Spiel, die das Spiel zu sehr Pay to win machen könnten. Diese Vorwürfe erhielt das Spiel ebenfalls, als es in einem Beta-Patch eine neue In-Game-Währung eingeführt hat.